# Marvin Bower
Pour les articles homonymes, voir Bower.
Marvin Bower (1903-2003) est un consultant d'entreprise et théoricien du management. Il est notamment le responsable de McKinsey de 1950 à 1992. 

## Publications
- The Will to Manage: Corporate Success Through Programmed Management, McGraw-Hill, 1966.
- Diriger c'est vouloir. La réussite des entreprises par une gestion systématisée, Hachette, 1968.
- The Will to Lead. Running a Business With a Network of Leaders, Harvard Business School Press, 1997.